# Pcap
pcap je v informatice název open source aplikačního rozhraní (API) pro odchytávání síťové komunikace (z anglického packet capturing). Implementace systému pcap pro unixové systémy se nazývá libpcap, port pro Windows se jmenuje WinPcap. Používá BSD licenci.
Aplikační programy mohou používat libpcap a WinPcap na odchytávání síťové komunikace – paketů procházejících přes (resp. přicházejících na) dané zařízení prostřednictvím počítačové sítě. Novější verze dokážou i vysílat vytvořené, resp. odchycené pakety do počítačové sítě. Také dokážou vypsat seznam síťových rozhraní použitelných na zmíněné účely. Dokáže ze segmentu sítě také odchytávat pakety, které nejsou adresované danému zařízení, síťová karta však musí být v promiskuitním režimu.
Libpcap a WinPcap používají mnohé otevřené i komerční síťové aplikace. Jde zejména o analyzátory síťových protokolů (protocol analyzers), monitory sítě (network monitors), systémy na detekci průniku do sítě (NIDS), odchytávače paketů (packet sniffers), generátory síťového provozu (traffic generators) a testery sítě (network testers).
Tyto systémy dokážou pracovat s formátem souborů PCAP. V tomto formátu ukládají síťovou komunikaci od úrovně linkové vrstvy (včetně) ISO/OSI referenčního modelu výše. Programy založené na LibPcap a WinPcap knihovnách dokážou vytvářet i číst zmiňované soubory. Dokážou tedy věrně zachytávat a ukládat sledovanou síťovou komunikaci a později se k ní vrátit za účelem její další analýzy, případně opětovné simulace dění v síti.
API je použitelné v jazycích jako C a C++, jiné jazyky používají wrappery.

## Aplikace používající pcap
- Wireshark
- Tcpdump
- snort
- nmap